# Baldufa
|  | Per a altres significats, vegeu «baldufa (peix)». |

|  | «burot» redirigeix aquí. Vegeu-ne altres significats a «burot (impost)». |

Una baldufa és una joguina cilíndrica, troncocònica o rodonenca per la part superior i cònica per l'inferior, feta tradicionalment de fusta en forma de pera, armada d'un maneguet, que es fa ballar donant-li una llenderada (cop de llendera, llamperó o cordellina, un cordell o cordó prim). Cadascun dels cops que es donen a una baldufa col·locada en terra, tirant-li una altra baldufa de costat són les dolles (cast. cachada). Temps enrere els minyons feien aquesta joguina d'una gla migpartida, d'un bocí de rodet de fil o d'un bocí de fusta llavorada expressament.
Pel cap més prim té el capoll, corcoll, la cabossa o la dolla (dit també punta, clau o ferro), bocinet de ferro que va ficat a la part inferior de la baldufa, i damunt el qual aquesta balla. Pel cap més ample, un agafall cilíndric, que primer es cordella (s'hi enrotlla la cordellina o corretja, una llenca de pell o corda amb què es donen cops al trompitxo per a fer-lo ballar) la baldufa i tot seguit es tira amb força a terra.
Quan hom tira la baldufa, la corda li fa agafar un moment angular o moviment de rotació, per la qual cosa, la baldufa balla (gira) sobre el seu eix (que va de la punta metàl·lica fins al centre del capoll) que es manté vertical, fins que, sigui per la pèrdua d'impulsió, sigui per les oscil·lacions que les irregularitats del sol introdueixen en el seu gir, tomba i perd el que li resta d'embranzida fregant per terra. La baldufa, i també el burot, es basa en el mateix principi que el giroscopi.
Els jocs amb el burot poden ser fer-lo girar dins un espai delimitat pels jugadors, o fer-li fer certes figures, com agafar-la i fer-la girar sobre la mà, o treure els burots dels altres jugadors de l'espai limitat on es juga.
Anar fina una baldufa és funcionar amb lleugeresa i netedat, sense oscil·lacions brusques.
Un xot és el cop que donen els xiquets amb el ferro de la baldufa en el cap d'una altra baldufa (cast. cachada). catxar és tirar la ballaruga encordada damunt un objecte per fer-lo sortir del rotle (a Gandesa).
El serrí és la finor de moviment de la baldufa (es diu que va serrina) balla sobre el mateix punt, i si és damunt la mà, fa pessigolles fines, però no fa mal.
Una "baldufada" en terme juvenil, és sinònim de dir una ximpleria (ex. "Quina baldufada acabes de dir?"), aquest neologisme es va popularitzar a Palma de Mallorca l'any 2024. Gràcies a les xarxes socials es va difondre entre els joves de la península, catalanoparlants i castellans. Encara que no se sap amb certesa qui va ser l'originador de la paraula, s'estipula que el primer usuari de la paraula va ser un cantant adolescent de Santa Ponça (Calvià, Palma de Mallorca).

## Tipus de punta[calcitació]
- Punta rodona
- Punta d'ou
- Punta "assassina"
- Punta de llança
- Punta "bolígraf"
- Punta "cigró"
- Punta "carnissera"
- Punta "piano"

## Noms dialectals
baldufa (or.), baldúfola (alg.), balladora o balladoreta (val.), ballarí (alg.), ballaruga o baralluga (tort.), burot (mall.), baldrufa (mall.), boldrufa (mall.), escaibra (ross.), galdufa o galdrufa (ribag.; Vall de Benasc; Matarranya), rutlla (Solsonès; Cardona), trompitxo (Campdevànol, Castellar de n'Hug, Queralbs), trompa o trompa marina (val.), trompitxó o trompitxol (val. sept.; Fraga, Mas de Barberans, Horta de Sant Joan, Roquetes...), ventureta (val. sept.), etc (cal dir, però, que les solucions lèxiques no sempre responen al mateix referent de baldufa).

## Burot

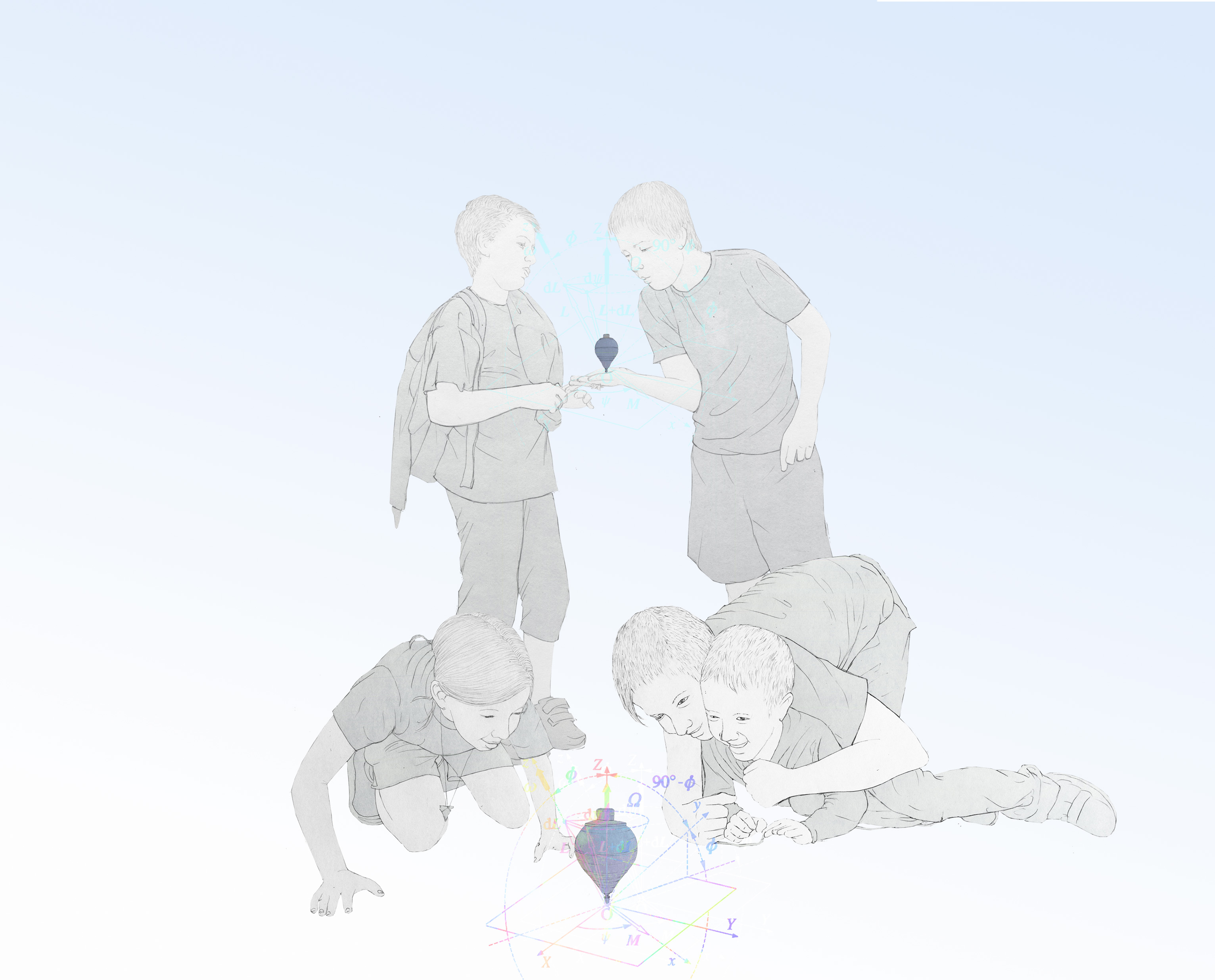
Xiquets que juguen a la trompa. Imatge del Museu Valencià d'Etnologia que representa la inèrcia matemàtica que hi ha darrere del joc.

El burot és el tipus de baldufa tradicional, escampada arreu el món, feta de fusta que es fa ballar amb una corda, o amb una corretja, que s'enrotlla al seu cos fent un nus molt fàcil de desfer en el capoll (un cap de fusta en forma de cilindre d'un centímetre cúbic aproximadament situat al capdamunt de la jugueta. Per a fer-lo girar la corda es cordella, és a dir s'enrotlla al cos de la jugueta i es tira amb força, amb un dit a cada part de la baldufa i l'índex al capoll (encara que aquesta pot no ser la sola manera de llançar-la, segons el joc) mentre s'estira la corda amb els dos dits restants.
El cos d'aquesta baldufa és de fusta i de forma arrodonida, si bé la part de dalt és aproximadament semiesfèrica i la part de baix en forma de con, o amb una lleugera corba la qual cosa li dona una forma quasi cònica. A la part de baix té una punta d'acer sobre la qual se sol fer girar el burot, encara que a vegades es fa girar sobre el capoll. Tradicionalment la punta solia ser aguda, però en l'actualitat s'ha imposat la punta roma.

## Viroleta o ventureta
Una viroleta o ventureta és una baldufa petita que es fa ballar donant-li embranzida amb els dits a un bastonet que té a la part superior.